# Groene boomkikker
De groene boomkikker (Dryophytes cinereus) is een klimmende kikker uit de familie boomkikkers (Hylidae).

## Naam
De soort werd voor het eerst wetenschappelijk beschreven door Johann Gottlob Schneider in 1799. Oorspronkelijk werd de wetenschappelijke naam Calamita cinereus gebruikt. De soort stond lange tijd bekend onder de wetenschappelijke naam Hyla cinerea.

## Verspreiding en habitat
Deze kikker is niet alleen zeer algemeen in grote delen van het zuidoostelijke deel van de Verenigde Staten, maar is ook erg populair in gevangenschap, waardoor er veel bekend is over deze soort. Naast de VS komt de soort ook voor in Puerto Rico, maar is hier uitgezet. De habitat bestaat uit allerlei wateren, waar de kikker langs de oevers in struiken of lagere vegetatie te vinden is. Deze soort is niet kieskeurig en kan worden aangetroffen in moerassen, beekjes, meren en vijvers. De groene boomkikker houdt het zelfs uit in brak water, in tegenstelling tot veel andere boomkikkers.

## Uiterlijke kenmerken
Het lichaam is overdag meestal grasgroen, hoewel donkere en lichtere kleuren ook voorkomen afhankelijk van temperatuur, maar voornamelijk 's nachts. Van het oog tot in de flank loopt een vaak duidelijk zichtbare, witgele streep die soms doorloopt tot de achterpoten. Deze lichtere streep loopt door langs de snuitpunt over de bovenlip. Vaak is deze streep dun zwart omzoomd en steekt dan nog duidelijker af tegen de groene basiskleur. Ook rondom de gehele achterpoot is soms een omzoomde dunne streep te zien, echter niet altijd. De buik is altijd wit en een typisch kenmerk zijn de zeer kleine geeloranje vlekjes op de rug, vaak hebben deze een dun zwart randje. De hechtschijven zijn groot en goed zichtbaar en pupil is horizontaal. De maximale lichaamslengte is ongeveer zes centimeter, mannetjes blijven iets kleiner.

## Levenswijze
De groene boomkikker is nachtactief en zit overdag verstopt tussen de struiken. Het voedsel bestaat uit insecten en andere geleedpotigen, die niet alleen 's nachts worden gevangen, maar ook vlak na een regenbui komen de kikkers massaal tevoorschijn om te jagen. De eitjes worden onder water vastgemaakt aan objecten en de kikkervisjes komen na twee maanden aan land. Jongere dieren blijven vaak wat dichter bij de bodem.